# Esclavitud a Angola
L'esclavitud a Angola va existir des de finals del segle XV quan Portugal va establir contactes amb els pobles que vivien en el nord-oest de l'actual país i van fundar diversos llocs comercials a la costa. Alguns d'aquests pobles, com els imbangala i els ambundu, eren actius comerciants d'esclaus durant segles (vegeu comerç africà d'esclaus). A finals del segle xvi, els exploradors del regne de Portugal van fundar l'assentament fortificat de Luanda i, posteriorment, en forts i llocs de comerç menors sobre el riu Cuanza, així com a la costa atlàntica al sud fins a Benguela. El component principal de les seves activitats comercials consistia en una forta participació en el comerç atlàntic d'esclaus. El tràfic d'esclaus va ser abolit en 1836 per les autoritats portugueses.

## Història

### Comerç i conquesta
L'Imperi Portuguès va conquerir la població ambundu d'Angola, incorporant l'economia local al comerç atlàntic d'esclaus. L'any 1610, el pare Lluís Brandão, cap del col·legi jesuïta portuguès, va escriure a un jesuïta que qüestionava la legalitat de l'esclavitud dels angolesos natius, dient: "Hem estat aquí durant quaranta anys i aquí hi ha hagut molts aprenents aquí i a la província de Brasil que mai no han considerat el comerç il·lícit". Va afirmar a més que només un petit nombre d'indígenes podrien haver estat esclavitzats il·legalment, i que els portuguesos almenys els convertien al cristianisme. Angola va exportar esclaus a una xifra de 10.000 per any en 1612. Els portuguesos van construir un nou port a Benguela en 1616 per expandir l'accés de Portugal als esclaus angolesos. De 1617 a 1621, durant la governació de Luís Mendes de Vasconcellos, fins a 50.000 angolesos van ser esclavitzats i enviats a les Amèriques. Els Vergulde Valck, comerciants d'esclaus neerlandesos, van comprar 675 dels 1.000 esclaus venuts a Angola en 1660.
Durant almenys els segles xviii i xix, Angola va ser la principal font d'esclaus que es van veure forçats al comerç atlàntic d'esclaus.

### Esclavitud
Durant diverses dècades, el comerç d'esclaus amb al Brasil colonial va ser important a l'Angola portuguesa; les naus brasileres eren les més nombroses als ports de Luanda i Benguela. Aquest comerç d'esclaus també va implicar comerciants i guerrers negres locals que es van beneficiar del comerç. Al segle xvii els imbangala es van convertir en els principals rivals dels ambundu en el subministrament d'esclaus al mercat de Luanda. A la dècada de 1750, els portuguesos van vendre anualment 5.000 a 10.000 esclaus, devastant l'economia i la població ambundu. Els portuguesos van donar armes als soldats imbangala a canvi d'esclaus. Armats d'armes superiors, els soldats imbangala van capturar i van vendre indígenes a una escala molt més gran, ja que cada nou esclau es va traduir en una força armada d'agressors millor armada. Una força combinada de soldats portuguesos i d'imbangala va atacar i conquistar el regne de Ndongo de 1618 a 1619, establint-se a la capital Ndongo de Kabasa. Els portuguesos van vendre a milers de residents de Kabasa amb 36 vaixells que abandonaven el port de Luanda en 1619, establint un nou rècord destinat a plantacions esclaves a l'estranger. Al segle xviii, la guerra entre els portuguesos, altres potències europees i diverses tribus africanes gradualment donaren camí al comerç. Les grans rutes comercials i els acords que els van fer possibles van ser el motor de les activitats entre les diferents àrees; els estats tribals bèl·lics esdevenen disposats a produir i vendre. Al Planalto (les planes altes), els estats més importants van ser els de Bié i Bailundo, aquest últim es va destacar per la seva producció de queviures i cautxú. El poder colonial, Portugal, cada vegada més ric i més poderós, no toleraria el creixement d'aquests estats veïns i els subjectava un per un, de manera que a principis d'aquest segle els portuguesos tenien un control total sobre tota la zona. Des de 1764 hi va haver un canvi gradual d'una societat basada en esclaus a una basada en la producció per al consum intern i posteriorment per a l'exportació. Després de la independència del Brasil de Portugal el 1822, la institució de l'esclavitud a les possessions d'ultramar de Portugal va ser abolida en 1836 per les autoritats portugueses.

### Treball forçat
L'Imperi Portuguès va establir per primera vegada un sistema de treball forçat de iure a tot el conjunt de les seves colònies el 1899, però el govern portuguès no va implementar el sistema a Angola fins a 1911 i el va abolir el 1913. Els republicans van enderrocar el rei Manuel II de Portugal en 5 d'octubre de 1910. Els treballadors de Moçâmedes, entre altres ciutats d'Angola, van fer campanya per a l'abolició i la manumissió. En algunes zones, els obrers forçats van declarar vagues, esperant que la desacceleració econòmica forcés canvis polítics. Carvalhal Correia Henriques, el nou governador de Moçâmedes, va recolzar les seves reclamacions i va dirigir denúncies laborals a la seva manera. La Primera República Portuguesa, el nou estat va abolir el treball forçós novament, però els empresaris que depenien del treball forçat van utilitzar el seu poder polític per pressionar al govern portuguès per despatxar Henriques. El govern portuguès va tornar a legalitzar el treball forçós a Angola el 1911, va destituir Henriques el gener de 1912, i va abolir la pràctica novament el 1913.
El cop d'estat del 28 de maig de 1926 va donar el poder a António de Oliveira Salazar a Portugal. Més tard, aquest any, Salazar va restablir el treball forçat, ordenant a les autoritats colonials que forcessin treballar a gairebé totes les minories ètniques adultes, masculines, a les colònies africanes de Portugal. El govern va dir als treballadors que només haurien de treballar durant sis mesos de cada any. A la pràctica, aquesta obligació era una pena perpètua de treball forçós. Els drets civils pels nadius, ja no tractats com a llei natural, havien de ser "guanyats" sobre una base de cas per cas sota la designació d' "assimilat"]. Menys d'un 1% de la població autòctona havia aconseguit aquesta designació. El 1947, el 40% dels treballadors morien cada any amb una taxa de mortalitat infantil del 60%.
El 1940 la població blanca d'Angola havia ascendit a quaranta mil, el 2% de la població. La majoria d'aquests emigrats, analfabets i sense terra, van prendre les millors terres agrícoles, independentment de la seva disponibilitat, sense compensar als propietaris existents. Les autoritats van expulsar els nadius, obligant-los a collir blat de moro, cafè i mongetes. Els nadius podrien treballar "voluntaris" a les plantacions, voluntários o enfrontar-se a la conscription, treballant per 1,50 $ al mes com a contratados. Aquest sistema de treball forçat va obligar 500.000 angolesos a fugir, creant escassetat de mà d'obra, que al seu torn va crear la necessitat de més treballadors per a l'economia colonial. Pel 1947 un 40% dels treballadors forçats moria cada any amb una taxa de mortalitat infantil del 60% al territori (segons les estimacions de The World Factbook de 2007, la taxa de mortalitat infantil (morts / 1.000 nascuts vius) en l'actualitat d'Angola era de 184.44 - una de les pitjors d'arreu del món). L'historiador Basil Davidson va visitar Angola el 1954 i va trobar que el 30% de tots els homes adults treballaven en aquestes condicions; "probablement va haver-hi més coacció que mai". Marcelo Caetano, ministre de Colònies de Portugal, va reconèixer les falles inherents al sistema, que va descriure l'ús dels nadius "com a peces d'equipament sense cap preocupació pel seu anhel, interessos o desitjos". L'Assemblea de la República Portuguesa ] va celebrar una sessió tancada el 1947 per discutir la situació de deteriorament. Henrique Galvão, diputat angolès de l'Assemblea, va llegir el seu "Informe sobre Problemes nadius a les colònies portugueses". Galvão va condemnar la "vergonya indignant" que havia descobert, el treball forçat de "dones, nens, malalts [i] d'ancians decrèpits". Va concloure que a Angola "només els morts estan exempts del treball forçat". El control del govern sobre els indígenes eliminava l'incentiu de l'obrer-empresari per mantenir viu als seus empleats perquè, a diferència d'altres societats colonials, l'estat substituïa treballadors morts sense haver de carregar-ho directament l'empresari. El govern portuguès refusà l'informe i va arrestar Galvão en 1952. En 1961, Galvão es va implicar en el segrest del vaixell de luxe Santa Maria.

### Revolta de Baixa de Cassanje
Els treballadors emprats per Cotonang, una empresa portuguesa-belga de plantació de cotó, es van rebel·lar el 3 de gener, i van demanar als portuguesos que milloressin els seus drets de treball i deixessin Angola. La revolta, comunament considerada com la primera batalla de la Guerra de la Independència d'Angola, va acabar en un
bany de sang.
Els manifestants nadius van atacar la fortalesa de São Paulo, la major presó i establiment militar de Luanda, intentant alliberar els presos i matant set policies. Les autoritats portugueses van matar quaranta atacants abans que les bandes d'angolesos blancs cometessin actes de violència a l'atzar contra la majoria ètnica.
Les autoritats portugueses van matar 49 persones el 5 de febrer. El 10 de febrer, les autoritats portugueses van suprimir un altre intent frustrat d'alliberar els presos. Els treballadors de la plantació de cafè i grangers bakongo es van rebel·lar el 15 de març, a prop de Baixa de Cassanje, van matar angolesos blancs i treballadors negres, cremaren plantacions, ponts, instal·lacions governamentals i estacions policials i destruint barcasses i barcasses. La Força Aèria Portuguesa va respondre bombardejant una àrea de 320 km amb napalm matant 20.000 persones, inclosos 750 angolesos blancs, dins del primers sis mesos de 1961.
L'exèrcit de terra i aire portuguès va aixafar l'aixecament i van blocar l'incident a la premsa. El Moviment Popular per a l'Alliberament d'Angola (MPLA) va afirmar que els militars portuguesos havien mort deu mil persones en la massacre. Les estimacions conservadores parlen d'unes 400 baixes. Aquests esdeveniments es consideren el començament de la guerra colonial portuguesa (1961-1974).

## Després de la independència de Portugal
Després de la revolució dels clavells l'abril de 1974 a Lisboa, Angola va obtenir la independència de Portugal. Després de la seva independència el 1975, durant la Guerra Civil angolesa (1975-2002), el major grup d'oposició, la Unió Nacional per a la Independència Total d'Angola (UNITA) i el govern governat per la MPLA, va usar nens soldat en la guerra civil. Els grups de drets dels nens han estimat que fins a 11.000 nens estaven implicats només en els últims anys de la lluita. Alguns nens van rebre armes i entrenament d'armes i va lluitar en el conflicte. Molts altres van actuar com a porters, cuiners, espies i treballadors. El 2003, un any després de la finalització del conflicte a Angola, alguns soldats d'UNITA que eren majors de 18 anys van ser incorporats a l'exèrcit nacional i la policia. Uns altres es van desmobilitzar en un programa nacional i van rebre ajuda necessària. No obstant això, als nens soldats, molts dels quals van exercir els mateixos deures que els adults, se'ls van denegar aquests beneficis.
En l'actualitat a Angola es registren alts nivells de tràfic de nens, explotació sexual comercial, pornografia, treball forçós, esclavitud sexual i altres formes d'explotació, en part a causa que la guerra civil angolesa va destruir les estructures socials i els mecanismes de seguretat tradicionals actius abans de la independència. Angola és unel país d'origen per a un gran nombre d'homes, dones i nens que són víctimes de tràfic per a finalitats de treball forçós o d'explotació sexual. Els nens han estat víctimes de tràfic intern i també a Namíbia i Sud-àfrica per a l'explotació sexual i el treball domèstic i comercial. El Govern d'Angola no compleix plenament amb els estàndards mínims per a l'eliminació del tràfic.
Actualment, s'estima que més d'un milió d'infants en edat escolar estan fora de l'escola, la majoria d'ells són noies. Hi ha una forta correlació entre l'educació de les dones i l'augment de la vulnerabilitat tant de les mares com dels nens amb una sèrie de condicions que amenacen la vida, inclòs el treball forçat i la prostitució.